# Rudka (Zwierzyniec)
Rudka – część  miasta Zwierzyńca w Polsce, położona w województwie lubelskim, w powiecie zamojskim, w gminie Zwierzyniec.
Stanowi najdalej na wschód wysuniętą część Zwierzyńca. Ciągnie się wzdłuż ulicy o nazwie Rudka, równolegle do rzeki Wieprz.
Dawniej samodzielna wieś w gminie Zwierzyniec, która od 1933 roku stanowiła gromadę.
Od 1954 w powiecie biłgorajskim w gromadzie Zwierzyniec, a od 1 stycznia 1973 ponownie w gminie Zwierzyniec. W latach 1975–1998 miejscowość należała administracyjnie do województwa zamojskiego.
1 stycznia 1990 Rudkę (149 ha) włączono do Zwierzyńca, w związku z otrzymaniem przez niego statusu miasta.